# ドイッチュラント (戦艦)
|           | |
| 艦歴      | |
| 発注:     | |
| 起工:     | 1903年6月20日 |
| 進水:     | 1904年11月19日 |
| 就役:     | 1906年8月3日 |
| その後:   | 1922年に解体 |
| 除籍:     | |
| 性能諸元  | |
| 排水量:   | 基準：13,191トン 常備：14,218トン |
| 全長:     | 127.6m 水線長：125.9m |
| 全幅:     | 22.2m |
| 喫水:     | 8.22m |
| 機関:     | 石炭専焼缶12基 三段往復機関3基3軸推進 16,000hp（公試時：16,990hp） |
| 最大速:   | 18ノット（公試時：18.6ノット） |
| 航続距離: | 4,800海里（12ノット時） |
| 兵員:     | 士官38名、兵員708名 |
| 兵装:     | 1904年型28.3cm（40口径）速射連装砲2基 1904年型17cm（40口径）単装砲14基 88mm（40口径）単装砲24基 45cm水中魚雷発射管6基                                                               |
| 装甲:     | 舷側：240mm（水線面上部主装甲）、203mm（主装甲よりも上部）、75mm（艦首尾部） 主砲塔：300mm（前盾） 副砲塔：140mm（砲枠）、170mm（ケースメイト部） バーベット部：280mm 司令塔：300mm |

ドイッチュラント (SMS Deutschland)は、第一次世界大戦のドイツ帝国海軍の戦艦。ドイッチュラント級戦艦のネームシップ。
第一次世界大戦後ヴェルサイユ条約の軍備制限下に建造された同名の軍艦がある。これについてはドイッチュラント級装甲艦を参照。

## 艦歴

### 第一次世界大戦
5隻とも第一次世界大戦前の1906年から1908年に竣工したが、当時既に英国でドレッドノート級戦艦が竣工しており、弩級戦艦時代が始まっていた。ドイッチュラント級は完成した時点ですでに旧式化していたため活躍の場が無く、史上最大と言われる海戦の一つ、1916年5月31日～6月1日の第一次ユトランド沖海戦にドイッチュラント級戦艦の出番はなかった。
ドイッチュラント級戦艦は第2戦隊第4戦艦隊の一員として、ラインハルト・シェーア大洋艦隊司令長官の旗艦「フリードリヒ・デア・グローセ (戦艦)」を懸命に追いかけたが、レシプロ機関の準弩級戦艦は最高速度18ノットの低速で、高速の大洋艦隊主力部隊は低速のドイッチュラント級に合わせて速度を制限せざるを得ず、足手まとい以外の何者でもなかった。撤退の際にもドイッチュラント級戦艦は英国艦隊による追跡を回避するのが精一杯だった。黒煙を頼りに先行する主力艦隊を追っていたポンメルンが英国駆逐艦の雷撃で爆音と火柱と共に轟沈した。結局、第一次世界大戦においてドイッチュラント級戦艦は能力不足で用をなさず燃料の無駄遣いにのみならず、艦隊行動を阻害しただけに留まった。1917年8月には戦艦としての任務を解除された。

### 第一次世界大戦後の状況
第一次世界大戦終結後のベルサイユ体制下でワイマール共和国海軍にて保有を認められたのは準弩級戦艦の6隻のみで、ドイッチュラント級は戦艦籍に復帰して新生ドイツ海軍の中心となったが、戦間期ということもあって目立った活躍は無かった。ドイッチュラントは1917年に兵装を撤去され、宿泊艦に類別されたまま軍艦籍には戻れず、状態不良であったため1922年にヴィルヘルムスハーフェンにて解体された。